# Villard-Léger
Pour les articles homonymes, voir Villard et Léger.
Villard-Léger est une commune française située dans le département de la Savoie, en région Auvergne-Rhône-Alpes.

## Urbanisme

### Typologie
Au 1er janvier 2024, Villard-Léger est catégorisée commune rurale à habitat dispersé, selon la nouvelle grille communale de densité à sept niveaux définie par l'Insee en 2022.
Elle est située hors unité urbaine. Par ailleurs la commune fait partie de l'aire d'attraction de Valgelon-La Rochette, dont elle est une commune de la couronne,. Cette aire, qui regroupe 13 communes, est catégorisée dans les aires de moins de 50 000 habitants,.

### Occupation des sols
L'occupation des sols de la commune, telle qu'elle ressort de la base de données européenne d’occupation biophysique des sols Corine Land Cover (CLC), est marquée par l'importance des forêts et milieux semi-naturels (55,9 % en 2018), une proportion identique à celle de 1990 (55,9 %). La répartition détaillée en 2018 est la suivante : forêts (49,3 %), zones agricoles hétérogènes (32,3 %), terres arables (11,8 %), milieux à végétation arbustive et/ou herbacée (6,6 %).
L'IGN met par ailleurs à disposition un outil en ligne permettant de comparer l'évolution dans le temps de l'occupation des sols de la commune (ou de territoires à des échelles différentes). Plusieurs époques sont accessibles sous forme de cartes ou photos aériennes : la carte de Cassini (XVIIIe siècle), la carte d'état-major (1820-1866) et la période actuelle (1950 à aujourd'hui).

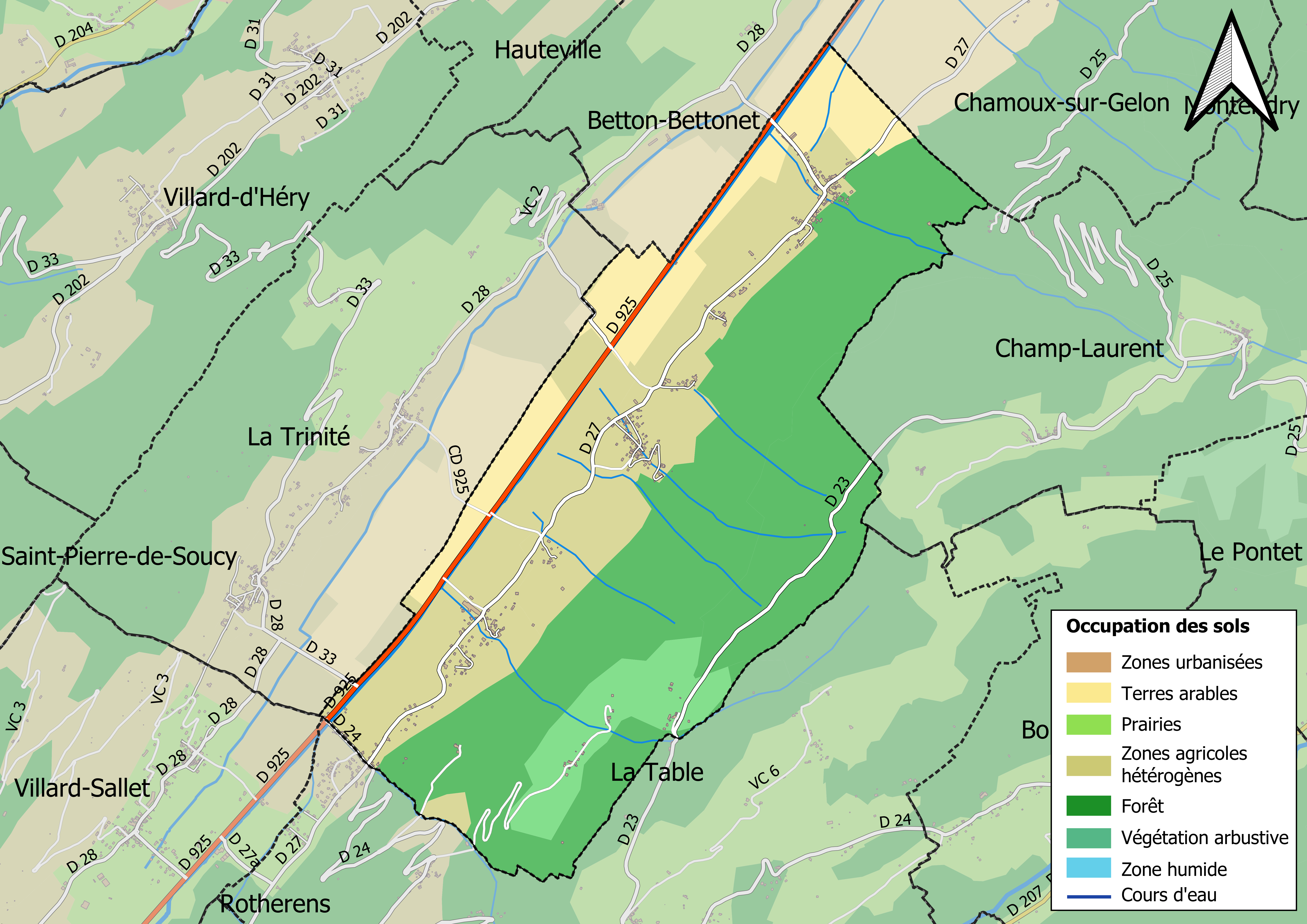
Carte des infrastructures et de l'occupation des sols en 2018 (CLC) de la commune.
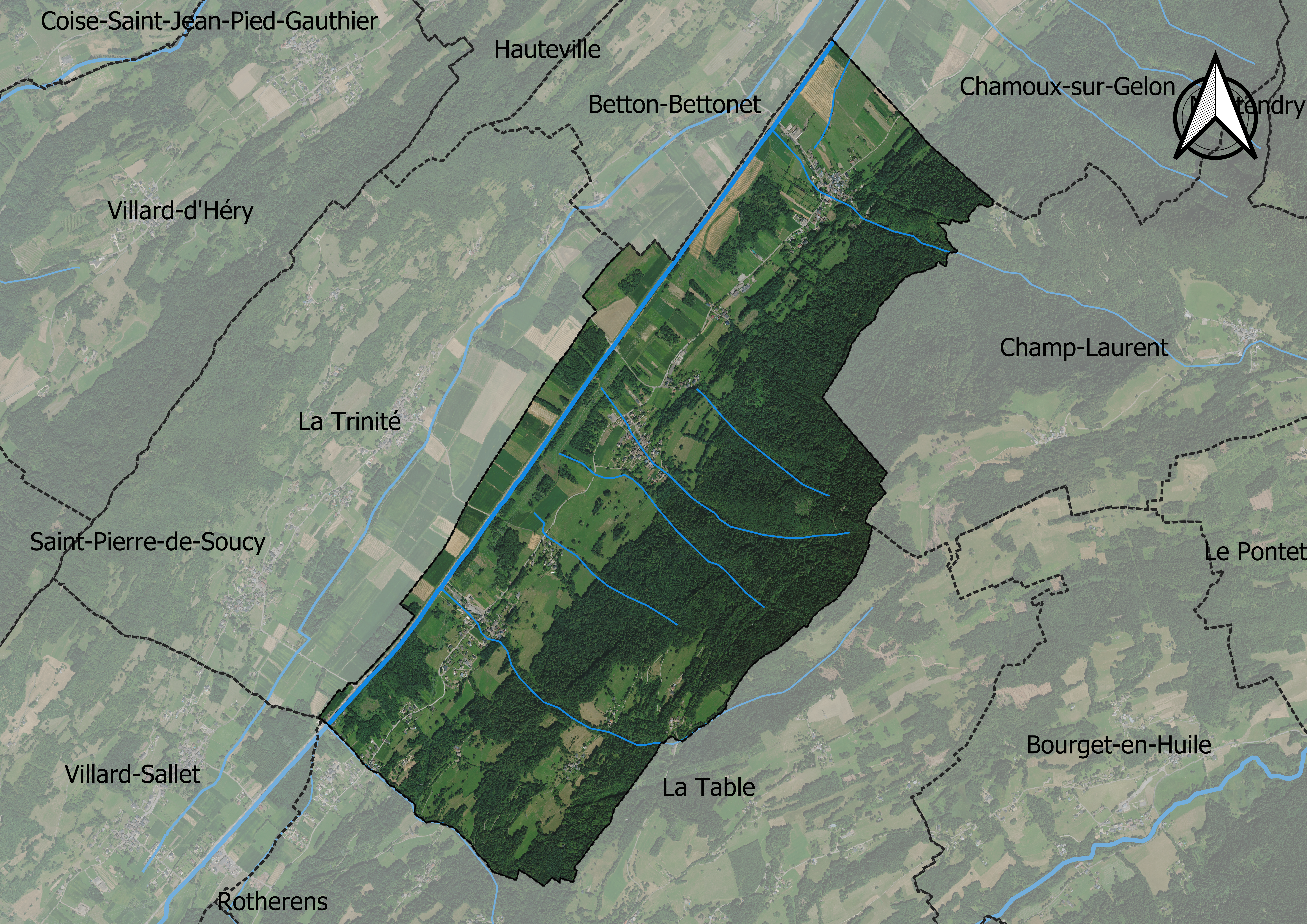
Carte orthophotogrammétrique de la commune.

## Toponymie
En francoprovençal, le nom de la commune s'écrit Vlâ-Lézhé (graphie de Conflans), en référence à l'abbaye, ou Velârd-Legiér (ORB).

## Histoire

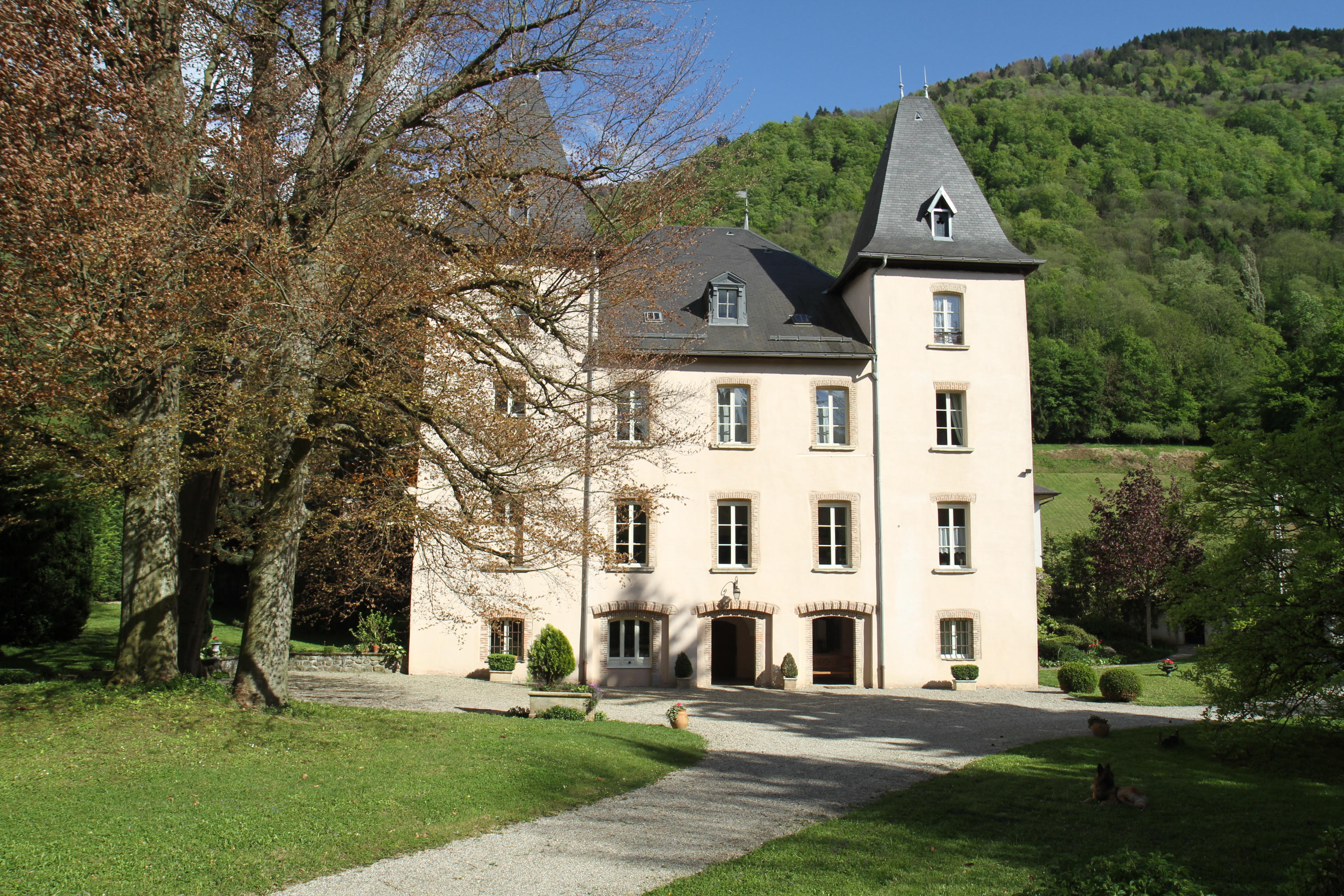
Le chateau après la restauration de 1999 à 2004.

Le château de Villard-Léger, aujourd'hui appelé « château de Saint-Bon », maison forte de la famille seigneuriale de La Chambre-La Rochette, construite avant 1426, et agrandie à la fin du XVIIIe siècle, rénovée au XIXe et au XXe, a été la propriété de la famille La Chambre-La Rochette jusqu'à la fin du XVIIIe siècle, puis, du fait d'un mariage, de la famille Pacoret de Saint-Bon de 1781 à 1913.
Jean-François Pacoret est d'ailleurs fait en 1781 comte de Saint-Bon, par lettres patentes du 4 août 1781, par Victor-Amédée III de Sardaigne. L'amiral Simon-Antoine Pacoret de Saint-Bon en a été le plus illustre propriétaire. Né en Savoie du temps du royaume de Piémont-Sardaigne, il choisit, lors de l'Annexion par la France en 1860, de rester au service de son roi, lequel devint en 1861 le premier roi d'Italie. Il fut à plusieurs reprises ministre de la marine de l'Italie ; il est reconnu en Italie comme le créateur de la flotte militaire et commerciale moderne. De nombreux livres et monuments rappellent son œuvre, en particulier à La Spezia, à Turin et à Rome. Il est décédé en 1892. Après sa mort, son frère le comte Alexis de Saint Bon (1831-1912), ayant quant à lui choisi la nationalité française à l'annexion, fut propriétaire du château jusqu'à sa mort, sa veuve vendit la totalité de la propriété entre 1911 et 1913.
11 novembre 2006 : par voie de référendum et après avoir effectué une consultation auprès des administrés, les habitants s'appellent les Villarlégois et Villarlégoises ;
Selon l'université de Savoie, cet ethnonyme est une malformation : les règles pour les communes de Savoie indiquent que l'ethnonyme doit être légerin ou lagérien ; en effet, dans un nom de commune composé, le premier terme, en l'occurrence « villard », n'est pas significatif, donc n'est pas retenu (exemple, les habitants de Villargondran sont les Gondraniens, ceux de Villardmartin les martiniens) ; le second terme, « léger », tient son origine du propriétaire romain lagerius ou legerus ; l'ethnonyme exact peut donc être soit lagérien soit légerin ; ce dernier terme est le plus agréable euphoniquement, et doit être retenu : les habitants sont donc les « Légerins ».[réf. nécessaire]

## Politique et administration
| Période                                  | Période                  | Identité         | Étiquette | Qualité |
| ---------------------------------------- | ------------------------ | ---------------- | --------- | ------- |
| Les données manquantes sont à compléter. |                          |                  |           |         |
| mars 2001                                | mars 2014                | Guy Juin         |           |         |
| mars 2014                                | En cours (au avril 2014) | Christiane Favre | ...       | ...     |

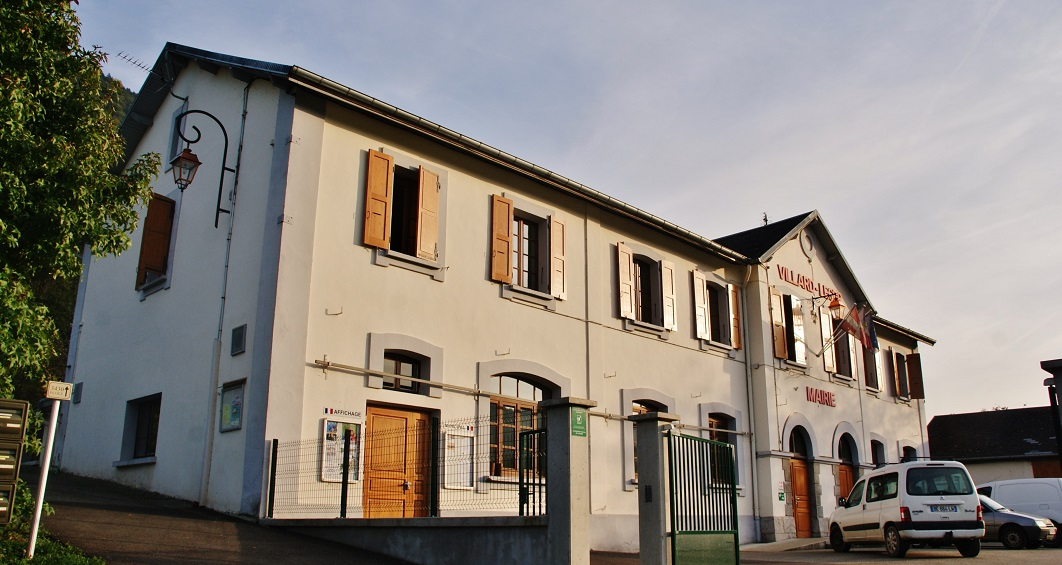
La mairie.

La commune est membre de la Communauté de communes Cœur de Savoie. Elle appartient au Territoire du Cœur de Savoie, qui regroupe une quarantaine de communes de la Combe de Savoie et du Val Gelon.

## Démographie
L'évolution du nombre d'habitants est connue à travers les recensements de la population effectués dans la commune depuis 1793. Pour les communes de moins de 10 000 habitants, une enquête de recensement portant sur toute la population est réalisée tous les cinq ans, les populations de référence des années intermédiaires étant quant à elles estimées par interpolation ou extrapolation. Pour la commune, le premier recensement exhaustif entrant dans le cadre du nouveau dispositif a été réalisé en 2006.

En 2022, la commune comptait 436 habitants, en évolution de −9,73 % par rapport à 2016 (Savoie : +3,63 %, France hors Mayotte : +2,11 %).
| 1793 | 1800 | 1806 | 1822 | 1838 | 1848 | 1858 | 1861 | 1866 |
| ---- | ---- | ---- | ---- | ---- | ---- | ---- | ---- | ---- |
| 600  | 664  | 677  | 733  | 797  | 758  | 873  | 836  | 840  |

| 1872 | 1876 | 1881 | 1886 | 1891 | 1896 | 1901 | 1906 | 1911 |
| ---- | ---- | ---- | ---- | ---- | ---- | ---- | ---- | ---- |
| 822  | 875  | 873  | 820  | 810  | 760  | 702  | 667  | 631  |

| 1921 | 1926 | 1931 | 1936 | 1946 | 1954 | 1962 | 1968 | 1975 |
| ---- | ---- | ---- | ---- | ---- | ---- | ---- | ---- | ---- |
| 536  | 511  | 524  | 462  | 385  | 412  | 352  | 361  | 331  |

| 1982 | 1990 | 1999 | 2006 | 2011 | 2016 | 2021 | 2022 | - |
| ---- | ---- | ---- | ---- | ---- | ---- | ---- | ---- | - |
| 289  | 317  | 382  | 446  | 503  | 483  | 443  | 436  | - |

L'évolution du nombre d'habitants est connue à travers les recensements de la population effectués dans la commune depuis 1793. Pour les communes de moins de 10 000 habitants, une enquête de recensement portant sur toute la population est réalisée tous les cinq ans, les populations de référence des années intermédiaires étant quant à elles estimées par interpolation ou extrapolation. Pour la commune, le premier recensement exhaustif entrant dans le cadre du nouveau dispositif a été réalisé en 2006.

En 2022, la commune comptait 436 habitants, en évolution de −9,73 % par rapport à 2016 (Savoie : +3,63 %, France hors Mayotte : +2,11 %).
| 1793 | 1800 | 1806 | 1822 | 1838 | 1848 | 1858 | 1861 | 1866 |
| ---- | ---- | ---- | ---- | ---- | ---- | ---- | ---- | ---- |
| 600  | 664  | 677  | 733  | 797  | 758  | 873  | 836  | 840  |

| 1872 | 1876 | 1881 | 1886 | 1891 | 1896 | 1901 | 1906 | 1911 |
| ---- | ---- | ---- | ---- | ---- | ---- | ---- | ---- | ---- |
| 822  | 875  | 873  | 820  | 810  | 760  | 702  | 667  | 631  |

| 1921 | 1926 | 1931 | 1936 | 1946 | 1954 | 1962 | 1968 | 1975 |
| ---- | ---- | ---- | ---- | ---- | ---- | ---- | ---- | ---- |
| 536  | 511  | 524  | 462  | 385  | 412  | 352  | 361  | 331  |

| 1982 | 1990 | 1999 | 2006 | 2011 | 2016 | 2021 | 2022 | - |
| ---- | ---- | ---- | ---- | ---- | ---- | ---- | ---- | - |
| 289  | 317  | 382  | 446  | 503  | 483  | 443  | 436  | - |

## Économie

### Tourisme
En 2014, la capacité d'accueil de la station, estimée par l'organisme Savoie Mont Blanc, est de 146 lits touristiques répartis dans 29 structures, un meublé.

## Culture locale et patrimoine

### Lieux et monuments

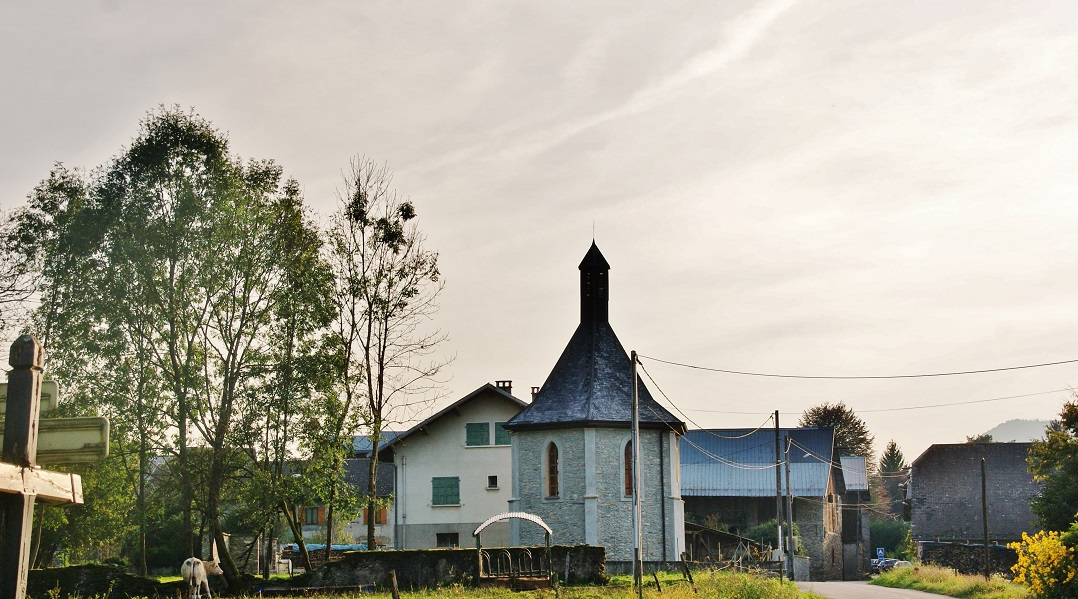
Le village et la chapelle Saint-Joseph.

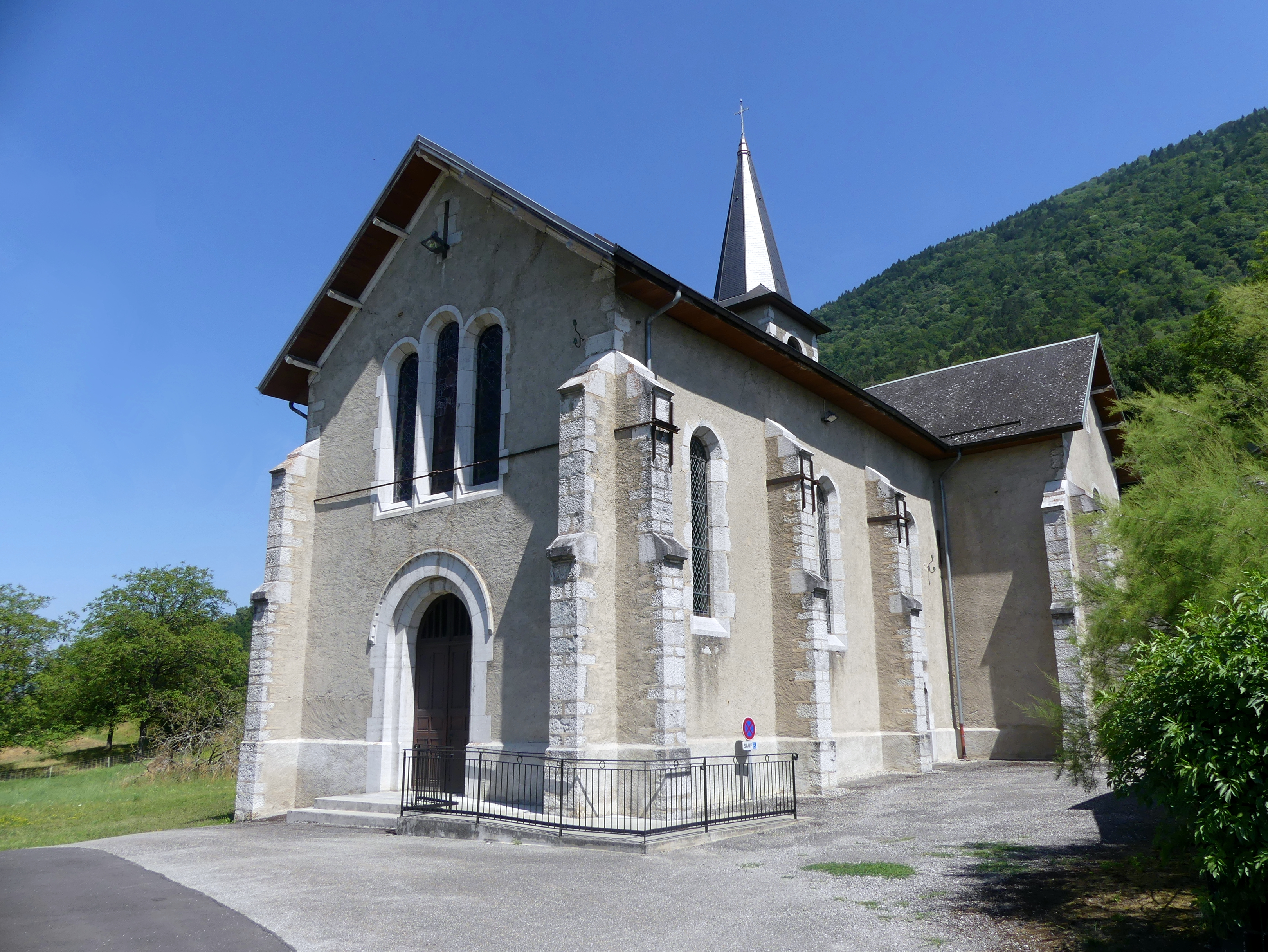
Église de Villard-Léger.

Le château de Saint-Bon est une maison forte construite avant 1426 par la famille seigneuriale La Chambre-La Rochette ; transmise par filiation jusqu'à Anne Marie Leblanc de Cernex, qui épouse le 25 août 1744, Claude Pacoret (1717-1773), avocat au Sénat de Savoie. La famille Pacoret est anoblie en 1781 par le roi de Sardaigne, avec l'attribution du titre de comte de saint-Bon. L'amiral Pacoret de Saint Bon, ministre de la marine italienne, l'un de leurs petits-enfants, en fut l'habitant le plus illustre.
La chapelle Saint-Joseph a été édifiée en 1874, dédiée à l'abbé Pierre Rosaz, qui fut précepteur à la cour du roi de Savoie Piémont Sardaigne.
L'église Saint-Pierre et Saint-Paul de Villard-Léger, située comme la mairie hors du chef-lieu de la commune.

### Personnalités liées à la commune
- L'amiral italien Simon-Antoine Pacoret de Saint-Bon (1828-1892), originaire de Savoie, était propriétaire du château de Villard-Léger, dit aujourd'hui château de Saint-Bon, où il venait séjourner.

### Héraldique
| Blason de Villard-Léger | Blason  | D'azur au chevron renversé d'or accompagné en chef d'un écusson cousu de gueules à la croix d'argent et en pointe, à dextre, d'une épée haute d'argent posée en bande et, à senestre d'une clé contournée d'argent posée en barre. |
| Blason de Villard-Léger | Détails | Le statut officiel du blason reste à déterminer. |